# معتمدية دار شعبان الفهري
معتمدية دار شعبان الفهري إحدى معتمديات الجمهورية التونسية، تابعة لولاية نابل.

### مواضيع ذات علاقة
- ولاية نابل.